# 1995–1996-os magyar labdarúgókupa
Az 1995–1996-os magyar labdarúgókupa a sorozat 57. kiírása volt. A döntőben a Kispest Honvéd és a BVSC mérkőzött meg. A győzelmet a Kispest szerezte meg.

## Selejtezők
A selejtezőket a megyei szövetségek rendezték meg. Borsod-Abaúj-Zemplén, Győr-Moson-Sopron és Pest megyéből 4-4; Baranya, Somogy és Veszprém megyéből 3-3; Bács-Kiskun, Békés, Csongrád, Fejér, Hajdú-Bihar, Heves, Jász-Nagykun-Szolnok, Komárom-Esztergom, Nógrád, Szabolcs-Szatmár-Bereg, Vas és Zala megyéből, valamint Budapestről 2-2; Tolna megyéből pedig egy csapat jutott a kupa első fordulójába, ahol a 16 NB I-es csapat csatlakozott hozzájuk.

## 1. forduló
Az első fordulót 16 négy csapatos csoportban bonyolították le. Az NB I-es csapatokat kiemelték, hozzájuk sorsolták a többi csapatot. Három fordulót rendeztek. A pályaválasztó az alacsonyabb osztályú csapatok voltak. A csoportokból két csapat jutott tovább. 
Hivatalos játéknapok: július 26., 29.; augusztus 2.
1. csoport
| Hely. | Csapat           | M | Gy | D | V | G+ | G– | Gk  | P | Továbbjutás vagy kiesés     |     | HAL | SOP | LAJ | TÁP |
| ----- | ---------------- | - | -- | - | - | -- | -- | --- | - | --------------------------- | --- | --- | --- | --- | --- |
| 1.    | Haladás          | 3 | 3  | 0 | 0 | 15 | 0  | +15 | 9 | Továbbjutott a 2. fordulóba |     | —   | 1–0 | 5–0 | 9–0 |
| 2.    | EMDSZ Soproni LC | 3 | 2  | 0 | 1 | 11 | 1  | +10 | 6 | Továbbjutott a 2. fordulóba |     | 0–1 | —   | 3–0 | 8–0 |
| 3.    | Lajoskomáromi SE | 3 | 1  | 0 | 2 | 2  | 8  | −6  | 3 |                             |     | 0–5 | 0–3 | —   | 2–0 |
| 4.    | Tápiószőlősi KSC | 3 | 0  | 0 | 3 | 0  | 19 | −19 | 0 |                             | 0–9 | 0–8 | 0–2 | —   |     |

2. csoport
| Hely. | Csapat        | M | Gy | D | V | G+ | G– | Gk  | P | Továbbjutás vagy kiesés     |     | VÁC | BUD | TAT | TOM |
| ----- | ------------- | - | -- | - | - | -- | -- | --- | - | --------------------------- | --- | --- | --- | --- | --- |
| 1.    | Vác FC        | 3 | 3  | 0 | 0 | 14 | 1  | +13 | 9 | Továbbjutott a 2. fordulóba |     | —   | 3–1 | 5–0 | 6–0 |
| 2.    | Budafoki LC   | 3 | 1  | 1 | 1 | 6  | 3  | +3  | 4 | Továbbjutott a 2. fordulóba |     | 1–3 | —   | 0–0 | 5–0 |
| 3.    | Tatabányai SC | 3 | 1  | 1 | 1 | 4  | 6  | −2  | 4 |                             |     | 0–5 | 0–0 | —   | 4–1 |
| 4.    | Tompai SE     | 3 | 0  | 0 | 3 | 1  | 15 | −14 | 0 |                             | 0–6 | 0–5 | 1–4 | —   |     |

3. csoport
| Hely. | Csapat           | M | Gy | D | V | G+ | G– | Gk  | P | Továbbjutás vagy kiesés     |     | DVSC | SBTC | GÖD | DÉV |
| ----- | ---------------- | - | -- | - | - | -- | -- | --- | - | --------------------------- | --- | ---- | ---- | --- | --- |
| 1.    | Debreceni VSC    | 3 | 3  | 0 | 0 | 12 | 1  | +11 | 9 | Továbbjutott a 2. fordulóba |     | —    | 2–1  | 5–0 | 5–0 |
| 2.    | Salgótarjáni BTC | 3 | 2  | 0 | 1 | 6  | 3  | +3  | 6 | Továbbjutott a 2. fordulóba |     | 1–2  | —    | 2–1 | 3–0 |
| 3.    | Gödöllő LC       | 3 | 1  | 0 | 2 | 8  | 7  | +1  | 3 |                             |     | 0–5  | 1–2  | —   | 7–0 |
| 4.    | Dévaványa MSE    | 3 | 0  | 0 | 3 | 0  | 15 | −15 | 0 |                             | 0–5 | 0–3  | 0–7  | —   |     |

4. csoport
| Hely. | Csapat          | M | Gy | D | V | G+ | G– | Gk  | P | Továbbjutás vagy kiesés     |     | STA | BAK | BAL | KRA |
| ----- | --------------- | - | -- | - | - | -- | -- | --- | - | --------------------------- | --- | --- | --- | --- | --- |
| 1.    | Stadler FC      | 3 | 3  | 0 | 0 | 14 | 3  | +11 | 9 | Továbbjutott a 2. fordulóba |     | —   | 6–1 | 2–1 | 6–1 |
| 2.    | Baktalórántháza | 2 | 2  | 0 | 0 | 10 | 8  | +2  | 6 | Továbbjutott a 2. fordulóba |     | 1–6 | —   | 2–1 | 7–1 |
| 3.    | Balmazújváros   | 3 | 1  | 0 | 2 | 7  | 6  | +1  | 3 |                             |     | 1–2 | 1–2 | —   | 5–2 |
| 4.    | Krasznokvajda   | 3 | 0  | 0 | 3 | 4  | 18 | −14 | 0 |                             | 1–6 | 1–7 | 2–5 | —   |     |

5. csoport
| Hely. | Csapat           | M | Gy | D | V | G+ | G– | Gk | P | Továbbjutás vagy kiesés     |     | PAKS | KIS | MOH | HÓD |
| ----- | ---------------- | - | -- | - | - | -- | -- | -- | - | --------------------------- | --- | ---- | --- | --- | --- |
| 1.    | Paksi SE         | 3 | 2  | 0 | 1 | 11 | 4  | +7 | 6 | Továbbjutott a 2. fordulóba |     | —    | 0–3 | 4–1 | 7–0 |
| 2.    | Kispest Honvéd   | 3 | 2  | 0 | 1 | 7  | 2  | +5 | 6 | Továbbjutott a 2. fordulóba |     | 3–0  | —   | 1–2 | 3–0 |
| 3.    | Mohácsi FC       | 3 | 1  | 0 | 2 | 4  | 7  | −3 | 3 |                             |     | 1–4  | 2–1 | —   | 1–2 |
| 4.    | Hódmezővásárhely | 3 | 1  | 0 | 2 | 2  | 11 | −9 | 3 |                             | 0–7 | 0–3  | 2–1 | —   |     |

6. csoport
| Hely. | Csapat              | M | Gy | D | V | G+ | G– | Gk | P | Továbbjutás vagy kiesés     |     | HAJ | BÉK | NYÍR | NYÉK |
| ----- | ------------------- | - | -- | - | - | -- | -- | -- | - | --------------------------- | --- | --- | --- | ---- | ---- |
| 1.    | Hajdúszoboszló-Kaba | 3 | 2  | 1 | 0 | 7  | 2  | +5 | 7 | Továbbjutott a 2. fordulóba |     | —   | 1–1 | 2–1  | 4–0  |
| 2.    | Békéscsabai Előre   | 3 | 2  | 1 | 0 | 6  | 1  | +5 | 7 | Továbbjutott a 2. fordulóba |     | 1–1 | —   | 2–0  | 3–0  |
| 3.    | Nyíregyházi Volán   | 3 | 0  | 1 | 2 | 4  | 7  | −3 | 1 |                             |     | 1–2 | 0–2 | —    | 3–3  |
| 4.    | Nyékládháza kse     | 3 | 0  | 1 | 2 | 3  | 10 | −7 | 1 |                             | 0–4 | 0–3 | 3–3 | —    |      |

7. csoport
| Hely. | Csapat       | M | Gy | D | V | G+ | G– | Gk  | P | Továbbjutás vagy kiesés     |     | MTK | CSÁK | KUN | BAL |
| ----- | ------------ | - | -- | - | - | -- | -- | --- | - | --------------------------- | --- | --- | ---- | --- | --- |
| 1.    | MTK          | 3 | 3  | 0 | 0 | 13 | 1  | +12 | 9 | Továbbjutott a 2. fordulóba |     | —   | 5–1  | 4–0 | 4–0 |
| 2.    | Csákvár      | 3 | 2  | 0 | 1 | 7  | 6  | +1  | 6 | Továbbjutott a 2. fordulóba |     | 1–5 | —    | 3–0 | 3–1 |
| 3.    | Kunbaja      | 3 | 1  | 0 | 2 | 3  | 9  | −6  | 3 |                             |     | 0–4 | 0–3  | —   | 3–2 |
| 4.    | Balatonfüred | 3 | 0  | 0 | 3 | 3  | 10 | −7  | 0 |                             | 0–4 | 1–3 | 2–3  | —   |     |

A verekedés miatt félbeszakadt Kunbaja-Csákvár találkozó 3 pontját 3-0-ás gólkülönbséggel a Csákvár kapta. 
8. csoport
| Hely. | Csapat      | M | Gy | D | V | G+ | G– | Gk  | P | Továbbjutás vagy kiesés     |     | PAR | MOT | BÜK | LET |
| ----- | ----------- | - | -- | - | - | -- | -- | --- | - | --------------------------- | --- | --- | --- | --- | --- |
| 1.    | Parmalat FC | 3 | 3  | 0 | 0 | 14 | 3  | +11 | 9 | Továbbjutott a 2. fordulóba |     | —   | 4–1 | 3–0 | 7–2 |
| 2.    | MOTIM TE    | 3 | 2  | 0 | 1 | 12 | 7  | +5  | 6 | Továbbjutott a 2. fordulóba |     | 1–4 | —   | 3–2 | 8–1 |
| 3.    | Büki TK     | 3 | 1  | 0 | 2 | 8  | 10 | −2  | 3 |                             |     | 0–3 | 2–3 | —   | 6–4 |
| 4.    | Letenye SE  | 3 | 0  | 0 | 3 | 7  | 21 | −14 | 0 |                             | 2–7 | 1–8 | 4–6 | —   |     |

9. csoport
| Hely. | Csapat            | M | Gy | D | V | G+ | G– | Gk | P | Továbbjutás vagy kiesés                        |     | ZTE | KAM | CSOR | RÉP |
| ----- | ----------------- | - | -- | - | - | -- | -- | -- | - | ---------------------------------------------- | --- | --- | --- | ---- | --- |
| 1.    | Zalaegerszegi TE  | 3 | 2  | 1 | 0 | 6  | 3  | +3 | 7 | Továbbjutott a 2. fordulóba                    |     | —   | 2–2 | 1–0  | 3–1 |
| 2.    | Kamond-Dabróka SE | 3 | 1  | 1 | 1 | 5  | 5  | 0  | 4 | Bejutott a 2. fordulóba és a Szabadföld kupába |     | 2–2 | —   | 3–2  | 0–1 |
| 3.    | Csorna            | 3 | 1  | 0 | 2 | 5  | 5  | 0  | 3 |                                                |     | 0–1 | 2–3 | —    | 3–1 |
| 4.    | Linde SE Répcelak | 3 | 1  | 0 | 2 | 3  | 6  | −3 | 3 |                                                | 1–3 | 1–0 | 1–3 | —    |     |

10. csoport
| Hely. | Csapat       | M | Gy | D | V | G+ | G– | Gk  | P | Továbbjutás vagy kiesés     |      | BVSC | BKV | KOM | JÁSZ |
| ----- | ------------ | - | -- | - | - | -- | -- | --- | - | --------------------------- | ---- | ---- | --- | --- | ---- |
| 1.    | BVSC         | 3 | 3  | 0 | 0 | 16 | 0  | +16 | 9 | Továbbjutott a 2. fordulóba |      | —    | 3–0 | 3–0 | 10–0 |
| 2.    | BKV Előre SC | 3 | 2  | 0 | 1 | 10 | 4  | +6  | 6 | Továbbjutott a 2. fordulóba |      | 0–3  | —   | 5–1 | 5–0  |
| 3.    | Komáromi SC  | 3 | 1  | 0 | 2 | 4  | 8  | −4  | 3 |                             |      | 0–3  | 1–5 | —   | 3–0  |
| 4.    | Jászapáti SE | 3 | 0  | 0 | 3 | 0  | 18 | −18 | 0 |                             | 0–10 | 0–5  | 0–3 | —   |      |

Jászapáti-Komárom mérkőzés 3 pontját 3-0-ás gólkülönbséggel a Komárom kapta.
11. csoport
| Hely. | Csapat          | M | Gy | D | V | G+ | G– | Gk  | P | Továbbjutás vagy kiesés     |     | FTC | SELY | VESZ | PAL |
| ----- | --------------- | - | -- | - | - | -- | -- | --- | - | --------------------------- | --- | --- | ---- | ---- | --- |
| 1.    | Ferencvárosi TC | 3 | 3  | 0 | 0 | 12 | 0  | +12 | 9 | Továbbjutott a 2. fordulóba |     | —   | 6–0  | 2–0  | 4–0 |
| 2.    | Selypi Kinizsi  | 3 | 2  | 0 | 1 | 4  | 8  | −4  | 6 | Továbbjutott a 2. fordulóba |     | 0–6 | —    | 2–1  | 2–1 |
| 3.    | Veszprém FC     | 3 | 1  | 0 | 2 | 4  | 5  | −1  | 3 |                             |     | 0–2 | 1–2  | —    | 3–1 |
| 4.    | Palotás SE      | 3 | 0  | 0 | 3 | 2  | 9  | −7  | 0 |                             | 0–4 | 1–2 | 1–3  | —    |     |

12. csoport
| Hely. | Csapat                | M | Gy | D | V | G+ | G– | Gk | P | Továbbjutás vagy kiesés     |     | SZIG | PMSC | SIÓ | MÁR |
| ----- | --------------------- | - | -- | - | - | -- | -- | -- | - | --------------------------- | --- | ---- | ---- | --- | --- |
| 1.    | Szigetszentmiklósi TK | 3 | 2  | 1 | 0 | 8  | 4  | +4 | 7 | Továbbjutott a 2. fordulóba |     | —    | 2–2  | 3–2 | 3–0 |
| 2.    | Pécsi MSC             | 3 | 1  | 1 | 1 | 8  | 3  | +5 | 4 | Továbbjutott a 2. fordulóba |     | 2–2  | —    | 0–1 | 6–0 |
| 3.    | Siófok                | 3 | 1  | 1 | 1 | 5  | 5  | 0  | 4 |                             |     | 2–3  | 1–0  | —   | 2–2 |
| 4.    | Mártély SK            | 3 | 0  | 1 | 2 | 2  | 11 | −9 | 1 |                             | 0–3 | 0–6  | 2–2  | —   |     |

13. csoport
| Hely. | Csapat            | M | Gy | D | V | G+ | G– | Gk  | P | Továbbjutás vagy kiesés     |     | UTE | SZÁZ | FÜZ | Ede |
| ----- | ----------------- | - | -- | - | - | -- | -- | --- | - | --------------------------- | --- | --- | ---- | --- | --- |
| 1.    | Újpesti TE        | 3 | 3  | 0 | 0 | 12 | 1  | +11 | 9 | Továbbjutott a 2. fordulóba |     | —   | 4–0  | 3–0 | 5–1 |
| 2.    | Százhalombatta FC | 3 | 2  | 0 | 1 | 3  | 4  | −1  | 6 | Továbbjutott a 2. fordulóba |     | 0–4 | —    | 2–0 | 1–0 |
| 3.    | Füzesabonyi SC    | 3 | 1  | 0 | 2 | 4  | 5  | −1  | 3 |                             |     | 0–3 | 0–2  | —   | 4–0 |
| 4.    | Edelényi BSE      | 3 | 0  | 0 | 3 | 1  | 10 | −9  | 0 |                             | 1–5 | 0–1 | 0–4  | —   |     |

14. csoport
| Hely. | Csapat             | M | Gy | D | V | G+ | G– | Gk | P | Továbbjutás vagy kiesés              |  | CSEP | SOP | FEL | BAL |
| ----- | ------------------ | - | -- | - | - | -- | -- | -- | - | ------------------------------------ |  | ---- | --- | --- | --- |
| 1.    | Csepel SC          | 3 | 2  | 0 | 1 | 11 | 2  | +9 | 6 | Továbbjutott a 2. fordulóba          |  | —    | 0–2 | 6–0 | 5–0 |
| 2.    | Matáv Sopron       | 3 | 2  | 0 | 1 | 3  | 3  | 0  | 6 | Továbbjutott a 2. fordulóba          |  | 2–0  | —   | 0–3 | 1–0 |
| 3.    | Felsőszentmárton   | 3 | 1  | 1 | 1 | 4  | 7  | −3 | 4 | Bejutott a Szabadföld kupa döntőjébe |  | 0–6  | 3–0 | —   | 1–1 |
| 4.    | Balatonföldvári SE | 3 | 0  | 1 | 2 | 1  | 7  | −6 | 1 |                                      |  | 0–5  | 0–1 | 1–1 | —   |

15. csoport
| Hely. | Csapat             | M | Gy | D | V | G+ | G– | Gk  | P | Továbbjutás vagy kiesés     |     | VAS | KAZ | SZOL | MAGY |
| ----- | ------------------ | - | -- | - | - | -- | -- | --- | - | --------------------------- | --- | --- | --- | ---- | ---- |
| 1.    | Vasas              | 3 | 2  | 0 | 1 | 12 | 2  | +10 | 6 | Továbbjutott a 2. fordulóba |     | —   | 0–1 | 4–1  | 8–0  |
| 2.    | Kazincbarcika      | 3 | 2  | 0 | 1 | 9  | 2  | +7  | 6 | Továbbjutott a 2. fordulóba |     | 1–0 | —   | 0–2  | 8–0  |
| 3.    | Szolnoki MÁV MTE   | 3 | 1  | 1 | 1 | 6  | 7  | −1  | 4 |                             |     | 1–4 | 2–0 | —    | 3–3  |
| 4.    | Magyarbánhegyes FC | 3 | 0  | 1 | 2 | 3  | 19 | −16 | 1 |                             | 0–8 | 0–8 | 3–3 | —    |      |

16. csoport
| Hely. | Csapat                   | M | Gy | D | V | G+ | G– | Gk | P | Továbbjutás vagy kiesés     |     | NAGY | BAL | GYŐR | HAR |
| ----- | ------------------------ | - | -- | - | - | -- | -- | -- | - | --------------------------- | --- | ---- | --- | ---- | --- |
| 1.    | Nagykanizsai Olajbányász | 3 | 2  | 0 | 1 | 7  | 3  | +4 | 6 | Továbbjutott a 2. fordulóba |     | —    | 2–1 | 0–1  | 5–1 |
| 2.    | Balatonlelle SE          | 3 | 2  | 0 | 1 | 7  | 3  | +4 | 6 | Továbbjutott a 2. fordulóba |     | 1–2  | —   | 1–0  | 5–1 |
| 3.    | Győri FC                 | 3 | 2  | 0 | 1 | 2  | 1  | +1 | 6 |                             |     | 1–0  | 0–1 | —    | 1–0 |
| 4.    | Harkányi SE              | 3 | 0  | 0 | 3 | 2  | 11 | −9 | 0 |                             | 1–5 | 1–5  | 0–1 | —    |     |

## 2. forduló
| 1. csapat                                                     | Össz. | 2. csapat         | 1. mérk. | 2. mérk. |
| ------------------------------------------------------------- | ----- | ----------------- | -------- | -------- |
| 1995. szeptember 19., 20., 27., október 4., 10., november 15. |       |                   |          |          |
| MTK                                                           | 1–3   | Békéscsabai Előre | 0–1      | 1–2      |
| Vasas                                                         | 4–0   | Pécsi MFC         | 2–0      | 2–0      |
| Ferencvárosi TC                                               | 5–5   | EMDSZ Sopron      | 2–1      | 3–4      |
| Stadler FC                                                    | 3–0   | Matáv Sopron      | 2–0      | 1–0      |
| Csákvár                                                       | 2–8   | Debreceni VSC     | 2–2      | 0–6      |
| BKV Előre                                                     | 0–4   | Újpesti TE        | 0–4      | 0–0      |
| Baktalórántháza                                               | 2–7   | Csepel            | 2–2      | 0–5      |
| Szigetszentmiklós                                             | 1–13  | Kispest           | 1–7      | 0–6      |
| Százhalombatta                                                | 1–6   | BVSC              | 0–4      | 1–2      |
| Kazincbarcika                                                 | 3–1   | Haladás           | 0–0      | 3–1      |
| MOTIM TE                                                      | 0–9   | Zalaegerszegi TE  | 0–0      | 0–9      |
| Balatonlelle                                                  | 3–6   | Paksi Atomerőmű   | 3–1      | 0–5      |
| Salgótarjáni BTC                                              | 2–1   | Nagykanizsa       | 2–1      | 0–0      |
| Hajdúszoboszló                                                | 10–1  | Kamond-Dabróka    | 6–0      | 4–1      |
| Parmalat FC                                                   | 6–1   | Budafoki LC       | 5–1      | 1–0      |
| Vác FC                                                        | 7–1   | Selyp             | 2–1      | 5–0      |

## Nyolcaddöntők
| 1. csapat                                                                    | Össz. | 2. csapat         | 1. mérk. | 2. mérk. |
| ---------------------------------------------------------------------------- | ----- | ----------------- | -------- | -------- |
| november 29., december 3., február 25., 28. március 2., március 6., 10., 11. |       |                   |          |          |
| Zalaegerszegi TE                                                             | 3–2   | Parmalat          | 1–2      | 2–0      |
| Debreceni VSC                                                                | 4–1   | Stadler FC        | 3–1      | 1–0      |
| Csepel SC                                                                    | 2–3   | Vác FC            | 0–1      | 2–2      |
| BVSC                                                                         | 7–4   | Vasas             | 4–1      | 3–3      |
| Kazincbarcika                                                                | 0–3   | Újpesti TE        | 0–3      | 0–0      |
| Kabai Cukor FC Hajdúszoboszló                                                | 2–4   | Paksi Atom        | 0–3      | 2–1      |
| Salgótarjáni BTC                                                             | 1–5   | Ferencvárosi TC   | 0–2      | 1–3      |
| Kispest Honvéd                                                               | 2–1   | Békéscsabai Előre | 1–0      | 1–1      |

## Negyeddöntők
| 1. csapat             | Össz. | 2. csapat        | 1. mérk. | 2. mérk. |
| --------------------- | ----- | ---------------- | -------- | -------- |
| 1996. április 3., 17. |       |                  |          |          |
| BVSC                  | 2–2   | Debreceni VSC    | 0–0      | 2–2      |
| Vác FC                | 3–2   | Zalaegerszegi TE | 2–1      | 1–1      |
| Kispest Honvéd        | 6–3   | Ferencvárosi TC  | 2–2      | 4–1      |
| Újpesti TE            | 4–3   | Paks             | 2–2      | 2–1      |

## Elődöntők
| 1. csapat        | Össz. | 2. csapat      | 1. mérk. | 2. mérk. |
| ---------------- | ----- | -------------- | -------- | -------- |
| 1996. május , 8. |       |                |          |          |
| Vác FC           | 0–5   | Kispest Honvéd | 0–3      | 0–2      |
| BVSC             | 3–0   | Újpesti TE     | 1–0      | 2–0      |

## Döntő
| 1996. június 8. |

| BVSC                 | 1–0   | Kispest Honvéd |
| -------------------- | ----- | -------------- |
| Csábi 35' (11-esből) | (1–0) |                |

| Szőnyi úti Stadion, Budapest Nézőszám: 3000 Játékvezető: Molnár László Asszisztensek: Kiss Béla, Bozóky Imre |

| BVSC | KISPEST HONVÉD |

| KA              |  | Koszta János          |     |     |
| V               |  | Molnár Zoltán         | 20' |     |
| V               |  | Csábi József          |     |     |
| V               |  | Alekszandr Bondarenko |     |     |
| V               |  | Szalma József         | 39' |     |
| KP              |  | Komódi László         | 50' |     |
| KP              |  | Zováth János          |     |     |
| KP              |  | Dárdai Pál            |     | 46' |
| KP              |  | Aranyos Imre          | 8'  | 25' |
| CS              |  | Bükszegi Zoltán       | 54′ |     |
| CS              |  | Vincze István         | 45' |     |
| Cserék:         |  |                       |     |     |
|                 |  |                       |     |     |
|                 |  |                       |     |     |
| CS              |  | Csordás Csaba         |     | 46' |
| KP              |  | Farkas József         |     | 25' |
|                 |  |                       |     |     |
| Vezetőedző:     |  |                       |     |     |
| Egervári Sándor |  |                       |     |     |

| KA          |  | Vezér Ádám       |     |     |
| V           |  | Philip Tarlue    | 19' |     |
| V           |  | Hahn Árpád       | 38' |     |
| V           |  | Mátyus János     |     |     |
| KP          |  | Árgyelán János   | 68' | 71' |
| KP          |  | Kovács Béla      |     | 75' |
| KP          |  | Urbányi István   | 54′ |     |
| KP          |  | Piroska Attila   |     |     |
| KP          |  | Gabala Krisztián |     | 59' |
| CS          |  | Bárányos Zsolt   | 47' |     |
| CS          |  | Tóth Mihály      |     |     |
| Cserék:     |  |                  |     |     |
|             |  |                  |     |     |
|             |  |                  |     |     |
| KP          |  | Dubecz János     | 70' | 71' |
| KP          |  | Kabát Péter      | 86' | 75' |
| CS          |  | Mirko Jovanović  |     | 59' |
| Vezetőedző: |  |                  |     |     |
| Török Péter |  |                  |     |     |

| 1996. június 20. |

| Kispest Honvéd           | 2–0   | BVSC |
| ------------------------ | ----- | ---- |
| Piroska 87' Árgyelán 89' | (0–0) |      |

| Bozsik József Stadion, Budapest Nézőszám: 6000 Játékvezető: Puhl Sándor Asszisztensek: Mező, Szilágyi |

| KISPEST HONVÉD | BVSC |

| KA          |  | Vezér Ádám       |     |     |
| V           |  | Plókai Attila    |     |     |
| V           |  | Hahn Árpád       |     |     |
| V           |  | Mátyus János     |     |     |
| KP          |  | Forrai Attila    |     | 71' |
| KP          |  | Urbányi István   | 60' |     |
| KP          |  | Bárányos Zsolt   |     |     |
| KP          |  | Piroska Attila   |     | 89' |
| KP          |  | Gabala Krisztián | 61′ |     |
| CS          |  | Mirko Jovanović  |     | 65' |
| CS          |  | Tóth Mihály      | 68' |     |
| Cserék:     |  |                  |     |     |
|             |  |                  |     |     |
|             |  |                  |     |     |
| KP          |  | Árgyelán János   |     | 71' |
| KP          |  | Kovács Béla      |     | 89' |
| CS          |  | Ghinda Attila    |     | 65' |
| Vezetőedző: |  |                  |     |     |
| Török Péter |  |                  |     |     |

| KA              |  | Koszta János          |     |     |
| V               |  | Molnár Zoltán         |     |     |
| V               |  | Csábi József          |     |     |
| V               |  | Alekszandr Bondarenko |     | 89' |
| V               |  | Szalma József         |     | 89' |
| KP              |  | Komódi László         |     |     |
| KP              |  | Bognár György         |     |     |
| KP              |  | Zováth János          |     |     |
| KP              |  | Aranyos Imre          |     |     |
| CS              |  | Orosz Ferenc          | 41' | 76' |
| CS              |  | Vincze István         | 42' |     |
| Cserék:         |  |                       |     |     |
|                 |  |                       |     |     |
| KP              |  | Farkas József         |     | 76' |
| CS              |  | Csordás Csaba         |     | 89' |
| CS              |  | Potemkin Károly       |     | 89' |
|                 |  |                       |     |     |
| Vezetőedző:     |  |                       |     |     |
| Egervári Sándor |  |                       |     |     |

A Kispest Honvéd MK-ban szerepelt játékosai: Vezér Ádám (9), Rott Ferenc (3), Brockhauser István (1) – Árgyelán János (8), Bánfi János (4), Bárányos Zsolt (9), Bujáki József (3), Burai (1), Cseke István (2), Dubecz János (1), Duró József (2), Eszenyi Dénes (1), Faragó István (4), Forrai Attila (4), Gabala Krisztián (10), Ghinda Attila (2), Hahn Árpád (11), Hungler Gábor (2), Mirko Jovanović (7), Kabát Péter (5), Kenesei Zoltán (1), Kovács Béla (11), Mátyus János (11), John Moses (1), Gheorghe Pena (5) Pintér Zoltán (1), Piroska Attila (10), Pisont István (2), Plókai Attila (9), Stefanov István (1), Szente (1), Philip Tarlue (2), Tóth Mihály (10), Urbányi István (10), Robert Warzycha (8)